# درجه سه-ستاره

نشان درجه سه-ستاره

درجه سه-ستاره (انگلیسی: Three-star rank) عنوان رتبه و درجه‌ای نظامی شامل سه-ستاره، در بسیاری از ارتش‌های کشورهای جهان می‌باشد. درجه سه-ستاره دارای کد رمز ناتو به شماره اختصاری OF-8 می‌باشد و البته توسط برخی کشورها و ارتش‌هایی که عضو ناتو هم نیستند استفاده می‌گردد. معمولاً دارندگان نشان سه-ستاره، سپهبد یا دریاسالار هستند.

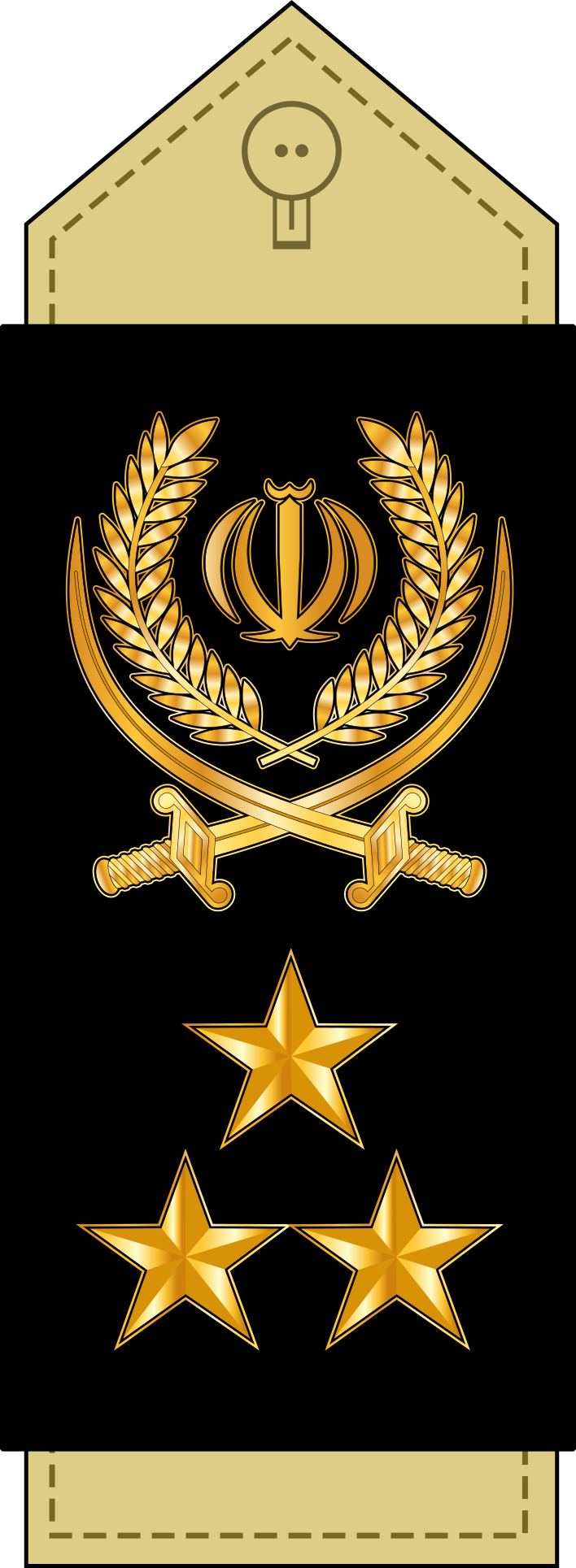
نشان درجه سپهبد جمهوری اسلامی ایران

## نگارخانه

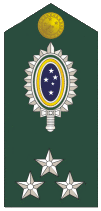
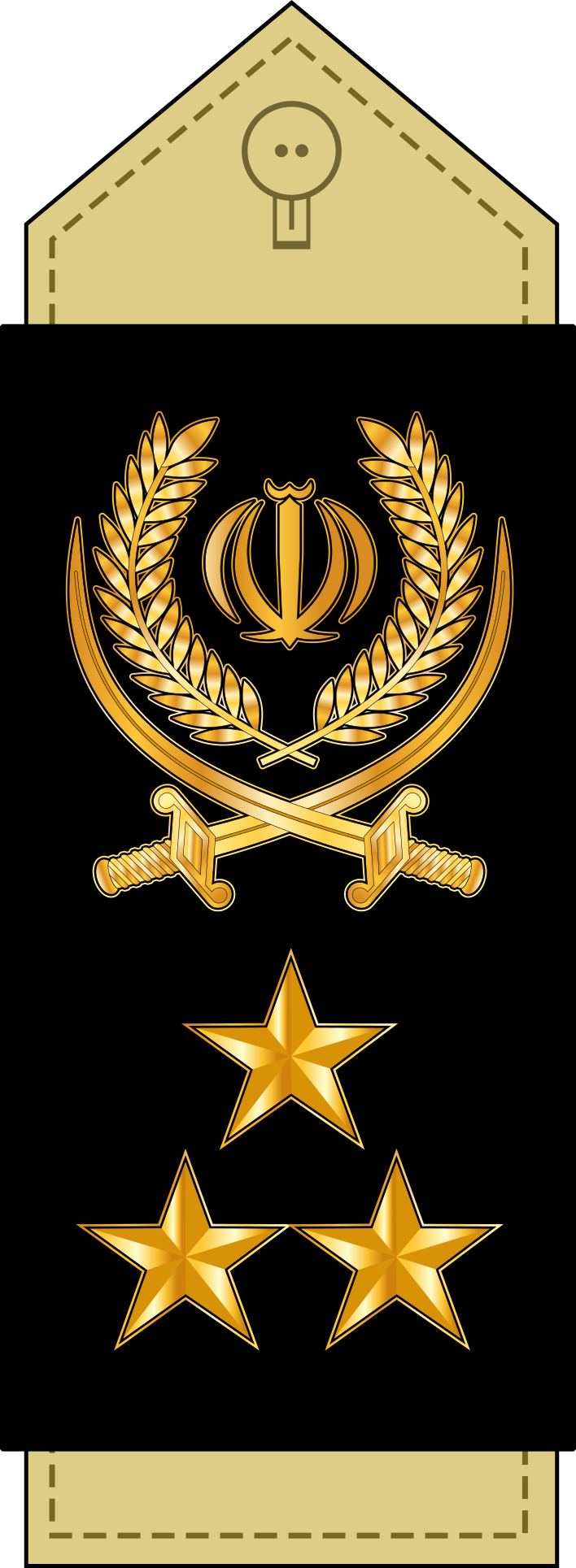